# Jüdische Gemeinde Lichenroth
Die Jüdische Gemeinde Lichenroth in Lichenroth, einem heutigen Ortsteil der Gemeinde Lichenroth im Main-Kinzig-Kreis, bestand von der zweiten Hälfte des 17. Jahrhunderts bis zur Zeit des Nationalsozialismus.

## Geschichte bis 1933
Als erster jüdischer Einwohner von Lichenroth soll sich im Jahr 1666 ein Samuel aus Stadtlengsfeld im Ort niedergelassen haben. 1680 waren drei jüdische Familien in Lichenroth ansässig. Sie sollen anfänglich zur Jüdischen Gemeinde Crainfeld in der Landgrafschaft Hessen-Darmstadt gehört haben, während Lichenroth Teil der Grafschaft Isenburg-Büdingen war.
1835 lebten 50 jüdische Personen in Lichenroth. Im Verlauf des 19. Jahrhunderts nahm ihr Anteil an der Ortsbevölkerung stetig zu. 1861 waren von 504 Einwohnern 106 jüdischen Glaubens (21 %), 1871 von 475 insgesamt 93 (19,6 %). Im Jahr 1885 gab es 114 jüdische Einwohner in Lichenroth, was 22,1 % der Gesamtbevölkerung (515) entsprach. Auch im benachbarten Wüstwillenroth gab es schon in den 1830er Jahren einige jüdische Einwohner, die zur Gemeinde in Lichenroth gehörten. Die Gemeinde hatte einen eigenen Lehrer angestellt, der für den Religionsunterricht und den allgemeinen Unterricht an der jüdischen Elementarschule zuständig war sowie als Vorbeter und Schochet wirkte. Die jüdischen Familien in Lichenroth lebten hauptsächlich vom Handel mit Vieh, Textilien, und Eisenwaren. Einige waren auch Handwerker wie Schuhmacher oder Bäcker.
Die jüdischen Männer gehörten den örtlichen Vereinen an. Im Ersten Weltkrieg fielen zwei Männer aus der Jüdischen Gemeinde Lichenroth. Felix Rosenberg, einer der beiden Vorsteher der Gemeinde in den 1920er Jahren, gehörte auch dem Gemeinderat der politischen Gemeinde Lichenroth an. 1933 lebten noch 13 jüdische Familien in Lichenroth, eine weitere in Wüstwillenroth.

## Gemeindeeinrichtungen

### Synagoge
1733 erhielt die jüdische Gemeinde von Graf Wolfgang Ernst I. zu Isenburg und Büdingen die Erlaubnis zur Einrichtung einer Synagoge. Im Jahr 1837 wurde eine neue Synagoge erbaut, die neben dem Synagogensaal auch eine Wohnung für den Lehrer und Vorbeter sowie eine Mikwe enthielt. Die Synagoge wurde 1936/37 verkauft und jahrzehntelang als Saalbau einer Gastwirtschaft genutzt, bevor 1997/98 der Umbau zum Wohnhaus erfolgte.

### Schule
Die Jüdische Gemeinde Lichenroth verfügte über eine eigene Religionsschule, die 1853 in eine öffentliche Elementarschule umgewandelt wurde. Das jüdische Schulhaus befand sich in unmittelbarer Nachbarschaft zur Synagoge. Im Jahr 1853 wurde die jüdische Schule von 25 Kindern besucht. 1874 war die Zahl der Schulkinder auf 14 zurückgegangen. Dennoch bestand die Schule als einklassige Volksschule noch bis zu ihrer Aufhebung am 1. Dezember 1924. Sie wurde als private Schule mit sieben Schülern weitergeführt. 1932 besuchten die beiden noch verbliebenen schulpflichtigen jüdischen Kinder den Religionsunterricht in Crainfeld.

### Friedhof
Ein eigener jüdischer Friedhof existierte in Lichenroth nicht. Die jüdischen Gemeinden in Birstein, Fischborn, Hellstein und Lichenroth bestatteten ihre Toten auf einem gemeinschaftlichen Friedhof bei Birstein.

## Nationalsozialistische Verfolgung
Bereits kurz nach der sogenannten Machtergreifung der NSDAP kam es zu den ersten Übergriffen auf jüdische Einwohner in Lichenroth. Im März 1933 zwangen NSDAP-Mitglieder einen jüdischen Ortsbürger dazu, mit der Ortsschelle durch Lichenroth zu gehen und sich öffentlich für eine angebliche Beleidigung gegenüber einem örtlichen Nationalsozialisten zu „entschuldigen“. 1935 kam es in Lichenroth zu einem Pogrom gegen die jüdischen Familien und ihre Wohnhäuser sowie einen als Gegner des Nationalsozialismus bekannten nichtjüdischen Gastwirt. Aufgrund der massiven Repression verließen bis Ende 1936 alle jüdischen Einwohner das Dorf.
Insgesamt 19 in Lichenroth geborene oder dort ansässig gewesene jüdische Menschen wurden im Holocaust ermordet oder erlagen den unmenschlichen Bedingungen in den Konzentrationslagern. Ihre Namen sind im Gedenkbuch des Bundesarchivs verzeichnet.